# Peter Bergmann
Peter Gabriel Bergmann (Berlim, 24 de março de 1915 — Seattle, 19 de outubro de 2002) foi um físico alemão.